# Schweiz i olympiska sommarspelen 2008
Schweiz i olympiska sommarspelen 2008 bestod av 84 idrottare som blivit uttagna av Schweiz olympiska kommitté.

## Medaljer
| Medalj | Namn                                                                  | Sport   | Gren                |
| ------ | --------------------------------------------------------------------- | ------- | ------------------- |
| Guld   | Fabian Cancellara                                                     | Cykling | Herrarnas tempolopp |
| Guld   | Roger Federer Stan Wawrinka                                           | Tennis  | Herrarnas dubbel    |
| Silver | Fabian Cancellara                                                     | Cykling | Herrarnas linjelopp |
| Brons  | Karin Thürig                                                          | Cykling | Damernas tempolopp  |
| Brons  | Sergei Aschwanden                                                     | Judo    | Herrarnas 90kg      |
| Brons  | Nino Schurter                                                         | Cykling | Herrarnas terräng   |
| Brons  | Christina Liebherr Pius Schwizer Niklaus Schurtenberger Steve Guerdat | Ridning | Lag                 |

## Resultat

### Badminton
- Huvudartikel: Badminton vid olympiska sommarspelen 2008
- Herrar

| Namn              | Gren   | 32-delsfinal | 16-delsfinal                               | 8-delsfinal      | Kvartsfinal      | Semifinal        | Final            | Final            |
| Namn              | Gren   | Resultat     | Resultat                                   | Resultat         | Resultat         | Resultat         | Resultat         | Plats            |
| ----------------- | ------ | ------------ | ------------------------------------------ | ---------------- | ---------------- | ---------------- | ---------------- | ---------------- |
| Christian Bösiger | Singel |              | Przemysław Wacha (POL) L 12:21 21:11 19:21 | Gick inte vidare | Gick inte vidare | Gick inte vidare | Gick inte vidare | Gick inte vidare |

- Damer

| Namn              | Gren   | 32-delsfinal                  | 16-delsfinal                  | 8-delsfinal      | Kvartsfinal      | Semifinal        | Final            | Final            |
| Namn              | Gren   | Resultat                      | Resultat                      | Resultat         | Resultat         | Resultat         | Resultat         | Plats            |
| ----------------- | ------ | ----------------------------- | ----------------------------- | ---------------- | ---------------- | ---------------- | ---------------- | ---------------- |
| Jeanine Cicognini | Singel | Ana Moura (POR) W 21:09 21:13 | Anna Rice (CAN) L 11:21 13:21 | Gick inte vidare | Gick inte vidare | Gick inte vidare | Gick inte vidare | Gick inte vidare |

### Bågskytte
- Huvudartikel: Bågskytte vid olympiska sommarspelen 2008
- Damer

| Nathalie Dielen | Singel | 601 | 54 | Natalia Erdyniyeva (RUS) (11) L102 - 107 | Gick inte vidare | Gick inte vidare | Gick inte vidare | Gick inte vidare | Gick inte vidare | Gick inte vidare |

### Brottning
- Huvudartikel: Brottning vid olympiska sommarspelen 2008

| Tävlande         | Gren              | Kvalifikation                | 1/8 Final            | Kvartsfinal          | Semifinal            | Återkval 1           | Återkval 2           | Final                | Placering        |
| Tävlande         | Gren              | Motståndare Resultat         | Motståndare Resultat | Motståndare Resultat | Motståndare Resultat | Motståndare Resultat | Motståndare Resultat | Motståndare Resultat | Placering        |
| ---------------- | ----------------- | ---------------------------- | -------------------- | -------------------- | -------------------- | -------------------- | -------------------- | -------------------- | ---------------- |
| Grégory Sarrasin | Fristil, lättvikt | Emin Azizov (AZE) L 0-1, 0-2 | Gick inte vidare     | Gick inte vidare     | Gick inte vidare     | Gick inte vidare     | Gick inte vidare     | Gick inte vidare     | Gick inte vidare |

### Cykling
- Huvudartikel: Cykling vid olympiska sommarspelen 2008

#### BMX
Herrar
| Cyklist            | Gren | Seedning | Seedning  | Kvartsfinaler | Kvartsfinaler | Semifinaler | Semifinaler | Final    | Final     |
| Cyklist            | Gren | Tid      | Placering | Poäng         | Placering     | Poäng       | Placering   | Poäng    | Placering |
| ------------------ | ---- | -------- | --------- | ------------- | ------------- | ----------- | ----------- | -------- | --------- |
| Roger Rinderknecht | BMX  | 36.466   | 14        | 12            | 3 Q           | 19          | 7           | Utslagen | Utslagen  |

Damer
| Cyklist         | Gren | Seedning | Seedning  | Semifinaler | Semifinaler | Final    | Final     |
| Cyklist         | Gren | Tid      | Placering | Poäng       | Placering   | Poäng    | Placering |
| --------------- | ---- | -------- | --------- | ----------- | ----------- | -------- | --------- |
| Jenny Fähndrich | BMX  | 38.209   | 9         | 17          | 6           | Utslagen | Utslagen  |

#### Mountainbike
Herrar
| Cyklist          | Gren         | Tid     | Placering |
| ---------------- | ------------ | ------- | --------- |
| Christoph Sauser | Mountainbike | 1:57:54 | 4         |
| Nino Schurter    | Mountainbike | 1:57:52 |           |
| Florian Vogel    | Mountainbike | Avbröt  | Avbröt    |

Damer
| Cyklist             | Gren         | Tid     | Placering |
| ------------------- | ------------ | ------- | --------- |
| Petra Henzi         | Mountainbike | 1:48:41 | 6         |
| Nathalie Schneitter | Mountainbike | 1:53:42 | 15        |

#### Landsväg
Herrar
| Cyklist           | Gren      | Tid               | Placering |
| ----------------- | --------- | ----------------- | --------- |
| Fabian Cancellara | Linjelopp | 6h 23' 49 (+0:00) |           |
| Fabian Cancellara | Tempolopp | 1h 02' 11 (-0:33) |           |

Damer
| Cyklist               | Gren      | Tid                 | Placering |
| --------------------- | --------- | ------------------- | --------- |
| Nicole Brändli-Sedoun | Linjelopp | 3h 22' 52 (+0:28)   | 18        |
| Priska Doppmann       | Linjelopp | 3h 22' 45 (+0:21)   | 7         |
| Priska Doppmann       | Tempolopp | 36:27.79 (+1:36.07) | 8         |
| Jennifer Hohl         | Linjelopp | Avbröt              | Avbröt    |
| Karin Thürig          | Tempolopp | 35:50'99 (+59.27)   |           |

#### Bana
Förföljelse
| Cyklist      | Gren                 | Kvalificering | Kvalificering | 1:a omgången    | 1:a omgången | Final           | Final     |
| Cyklist      | Gren                 | Tid           | Placering     | Motståndare Tid | Placering    | Motståndare Tid | Placering |
| ------------ | -------------------- | ------------- | ------------- | --------------- | ------------ | --------------- | --------- |
| Karin Thürig | Damernas förföljelse | 3:40.862      | 9             | Utslagen        | Utslagen     | Utslagen        | Utslagen  |

Poänglopp
| Cyklist                    | Gren    | Poäng/varv | Placering |
| -------------------------- | ------- | ---------- | --------- |
| Franco Marvulli Bruno Risi | Madison | 3/-1       | 11        |

### Friidrott
- Huvudartikel: Friidrott vid olympiska sommarspelen 2008

Förkortningar
- Noteringar – Placeringarna avser endast löparens eget heat
- Q = Kvalificerad till nästa omgång
- q = Kvalificerade sig till nästa omgång som den snabbaste idrottaren eller, i fältgrenarna, via placering utan att uppnå kvalgränsen.
- NR = Nationellt rekord
- N/A = Omgången ingick inte i grenen
- Bye = Idrottaren behövde inte delta i denna omgång

Herrar
Bana och landsväg
| Idrottare         | Gren    | Heat     | Heat      | Kvartsfinal      | Kvartsfinal      | Semifinal        | Semifinal        | Final            | Final            |
| Idrottare         | Gren    | Resultat | Placering | Resultat         | Placering        | Resultat         | Placering        | Resultat         | Placering        |
| ----------------- | ------- | -------- | --------- | ---------------- | ---------------- | ---------------- | ---------------- | ---------------- | ---------------- |
| Philipp Bandi     | 5 000 m | 13:59.68 | 10        | i.u.             | i.u.             | i.u.             | i.u.             | Gick inte vidare | Gick inte vidare |
| Marco Cribari     | 200 m   | 20.98    | 5         | Gick inte vidare | Gick inte vidare | Gick inte vidare | Gick inte vidare | Gick inte vidare | Gick inte vidare |
| Marc Schneeberger | 200 m   | 20.86    | 4 q       | 21.48            | 8                | Gick inte vidare | Gick inte vidare | Gick inte vidare | Gick inte vidare |
| Viktor Röthlin    | Maraton | i.u.     | i.u.      | i.u.             | i.u.             | i.u.             | i.u.             | 2:10:35          | 6                |

Fältgrenar
| Idrottare    | Gren      | Kval    | Kval      | Final            | Final            |
| Idrottare    | Gren      | Distans | Placering | Distans          | Placering        |
| ------------ | --------- | ------- | --------- | ---------------- | ---------------- |
| Julien Fivaz | Längdhopp | 7.53    | 36        | Gick inte vidare | Gick inte vidare |

Damer
Fältgrenar
| Idrottare      | Gren     | Kval  | Kval      | Final            | Final            |
| Idrottare      | Gren     | Längd | Placering | Längd            | Placering        |
| -------------- | -------- | ----- | --------- | ---------------- | ---------------- |
| Nicole Büchler | Stavhopp | 4.30  | 22        | Gick inte vidare | Gick inte vidare |

Kombinerade grenar – Sjukamp
| Mångkampare  | Gren     | 100H  | HJ   | SP    | 200 m | LJ   | JT    | 800 m   | Final | Placering |
| ------------ | -------- | ----- | ---- | ----- | ----- | ---- | ----- | ------- | ----- | --------- |
| Linda Züblin | Resultat | 13.90 | 1.62 | 12.34 | 24.99 | 5.74 | 47.19 | 2:18.68 | 5743  | 30*       |
| Linda Züblin | Poäng    | 993   | 759  | 684   | 888   | 771  | 806   | 842     | 5743  | 30*       |

### Fäktning
- Huvudartikel: Fäktning vid olympiska sommarspelen 2008

Herrar
| Idrottare      | Gren                | Omgång 1          | Sextondelsfinal        | Åttondelsfinal          | Kvartsfinal       | Semifinal         | Final / BM        | Final / BM       |
| Idrottare      | Gren                | Motståndare Poäng | Motståndare Poäng      | Motståndare Poäng       | Motståndare Poäng | Motståndare Poäng | Motståndare Poäng | Placering        |
| -------------- | ------------------- | ----------------- | ---------------------- | ----------------------- | ----------------- | ----------------- | ----------------- | ---------------- |
| Michael Kauter | Värja, individuellt | BYE               | Nikishyn (UKR) W 15–12 | Verwiljen (NED) L 13–15 | Gick inte vidare  | Gick inte vidare  | Gick inte vidare  | Gick inte vidare |

Damer
| Idrottare    | Gren                | Omgång 1              | Sextondelsfinal    | Åttondelsfinal    | Kvartsfinal       | Semifinal         | Final / BM        | Final / BM |
| Idrottare    | Gren                | Motståndare Poäng     | Motståndare Poäng  | Motståndare Poäng | Motståndare Poäng | Motståndare Poäng | Motståndare Poäng | Placering  |
| ------------ | ------------------- | --------------------- | ------------------ | ----------------- | ----------------- | ----------------- | ----------------- | ---------- |
| Sophie Lamon | Värja, individuellt | Martínez (VEN) W 15–9 | Li N (CHN) L 10–15 | Gick inte vidare  | Gick inte vidare  | Gick inte vidare  | Gick inte vidare  |            |

### Gymnastik
- Huvudartikel: Gymnastik vid olympiska sommarspelen 2008

#### Artistisk gymnastik
Herrar
| Gymnast           | Gren      | Kval    | Kval    | Kval    | Kval    | Kval    | Kval    | Kval   | Kval      | Final            | Final            | Final            | Final            | Final            | Final            | Final            | Final            |
| Gymnast           | Gren      | Redskap | Redskap | Redskap | Redskap | Redskap | Redskap | Totalt | Placering | Redskap          | Redskap          | Redskap          | Redskap          | Redskap          | Redskap          | Totalt           | Placering        |
| Gymnast           | Gren      | F       | PH      | R       | V       | PB      | HB      | Totalt | Placering | F                | PH               | R                | V                | PB               | HB               | Totalt           | Placering        |
| ----------------- | --------- | ------- | ------- | ------- | ------- | ------- | ------- | ------ | --------- | ---------------- | ---------------- | ---------------- | ---------------- | ---------------- | ---------------- | ---------------- | ---------------- |
| Claudio Capelli   | Mångkamp  | 13.600  | 14.475  | 14.375  | 15.325  | 14.100  | 14.675  | 86.550 | 35        | Gick inte vidare | Gick inte vidare | Gick inte vidare | Gick inte vidare | Gick inte vidare | Gick inte vidare | Gick inte vidare | Gick inte vidare |
| Christoph Schärer | Bygelhäst | i.u.    | 13.150  | i.u.    | i.u.    | i.u.    | i.u.    | 13.150 | 66        | Gick inte vidare | Gick inte vidare | Gick inte vidare | Gick inte vidare | Gick inte vidare | Gick inte vidare | Gick inte vidare | Gick inte vidare |
| Christoph Schärer | Räck      | i.u.    | i.u.    | i.u.    | i.u.    | i.u.    | 15.350  | 15.350 | 14        | Gick inte vidare | Gick inte vidare | Gick inte vidare | Gick inte vidare | Gick inte vidare | Gick inte vidare | Gick inte vidare | Gick inte vidare |

Damer
| Gymnast        | Gren     | Kval    | Kval    | Kval    | Kval    | Kval   | Kval      | Final   | Final   | Final   | Final   | Final  | Final     |
| Gymnast        | Gren     | Redskap | Redskap | Redskap | Redskap | Totalt | Placering | Redskap | Redskap | Redskap | Redskap | Totalt | Placering |
| Gymnast        | Gren     | F       | V       | UB      | BB      | Totalt | Placering | F       | V       | UB      | BB      | Totalt | Placering |
| -------------- | -------- | ------- | ------- | ------- | ------- | ------ | --------- | ------- | ------- | ------- | ------- | ------ | --------- |
| Ariella Käslin | Mångkamp | 14.300  | 15.225  | 14.650  | 13.875  | 58.050 | 25 Q      | 13.950  | 15.350  | 14.275  | 14.425  | 58.000 | 18        |
| Ariella Käslin | Hopp     | i.u.    | 14.975  | i.u.    | i.u.    | 14.975 | 8 Q       | i.u.    | 15.050  | i.u.    | i.u.    | 15.050 | 5         |

### Judo
Herrar
| Idrottare         | Gren                | Inledande omgång         | Sextondelsfinal            | Åttondelsfinal              | Kvartsfinal          | Semifinal            | Återkval 1                 | Återkval 2                   | Återkval 3                | Final / BM           | Final / BM |
| Idrottare         | Gren                | Motståndare Resultat     | Motståndare Resultat       | Motståndare Resultat        | Motståndare Resultat | Motståndare Resultat | Motståndare Resultat       | Motståndare Resultat         | Motståndare Resultat      | Motståndare Resultat | Placering  |
| ----------------- | ------------------- | ------------------------ | -------------------------- | --------------------------- | -------------------- | -------------------- | -------------------------- | ---------------------------- | ------------------------- | -------------------- | ---------- |
| Sergei Aschwanden | Mellanvikt (-90 kg) | Pinske (GER) W 0010–0002 | Huizinga (NED) W 1101–0010 | Benikhlef (ALG) L 0000–0001 | Gick inte vidare     | BYE                  | El Assri (MAR) W 0001–0000 | Santos (BRA) W 0000–0000 YUS | Pershin (RUS) W 1000–0020 | 3                    |            |

### Kanotsport
Slalom
| Michael Kurt | Herrarnas K-1 slalom | 87.58 | 16 | 91.08 | 19 | 178.66 | 17 | Gick inte vidare | Gick inte vidare | Gick inte vidare | Gick inte vidare | Gick inte vidare | Gick inte vidare |

### Konstsim
| Idrottare                          | Gren           | Teknisk rutin | Teknisk rutin | Fri rutin (inledande) | Fri rutin (inledande)  | Fri rutin (inledande) | Fri rutin (final) | Fri rutin (final)      | Fri rutin (final) |
| Idrottare                          | Gren           | Poäng         | Placering     | Poäng                 | Totalt (teknisk + fri) | Placering             | Placering         | Totalt (teknisk + fri) | Placering         |
| ---------------------------------- | -------------- | ------------- | ------------- | --------------------- | ---------------------- | --------------------- | ----------------- | ---------------------- | ----------------- |
| Magdalena Brunner Ariane Schneider | Damernas duett | 44.250        | 13            | 45.000                | 89.250                 | 12 Q                  | 45.000            | 89.250                 | 12                |

### Modern femkamp
| Idrottare         | Gren  | Skytte (10 meter luftpistol) | Skytte (10 meter luftpistol) | Skytte (10 meter luftpistol) | Fäktning (värja) | Fäktning (värja) | Fäktning (värja) | Simning (200 m frisim) | Simning (200 m frisim) | Simning (200 m frisim) | Ridsport (hästhoppning) | Ridsport (hästhoppning) | Ridsport (hästhoppning) | Löpning (3000 m) | Löpning (3000 m) | Löpning (3000 m) | Totalpoäng | Slutresultat |
| Idrottare         | Gren  | Poäng                        | Placering                    | MF-poäng                     | Resultat         | Placering        | MF-poäng         | Tid                    | Placering              | MF-poäng               | Straff                  | Placering               | MF-poäng                | Tid              | Placering        | MF-poäng         | Totalpoäng | Slutresultat |
| ----------------- | ----- | ---------------------------- | ---------------------------- | ---------------------------- | ---------------- | ---------------- | ---------------- | ---------------------- | ---------------------- | ---------------------- | ----------------------- | ----------------------- | ----------------------- | ---------------- | ---------------- | ---------------- | ---------- | ------------ |
| Belinda Schreiber | Damer | 188                          | 1                            | 1192                         | 18–17            | 17               | 832              | 2:16,96                | 11                     | 1280                   | 28                      | 9                       | 1172                    | 11:23,70         | 32               | 988              | 5464       | 11           |

### Ridsport

#### Fälttävlan
| Ryttare         | Häst   | Gren                   | Dressyr | Dressyr   | Terräng | Terräng | Terräng   | Hoppning | Hoppning | Hoppning  | Hoppning         | Hoppning         | Hoppning         | Totalt | Totalt    |
| Ryttare         | Häst   | Gren                   | Dressyr | Dressyr   | Terräng | Terräng | Terräng   | Kval     | Kval     | Kval      | Final            | Final            | Final            | Totalt | Totalt    |
| Ryttare         | Häst   | Gren                   | Straff  | Placering | Straff  | Totalt  | Placering | Straff   | Totalt   | Placering | Straff           | Totalt           | Placering        | Straff | Placering |
| --------------- | ------ | ---------------------- | ------- | --------- | ------- | ------- | --------- | -------- | -------- | --------- | ---------------- | ---------------- | ---------------- | ------ | --------- |
| Tiziana Realini | Gamour | Individuell fälttävlan | 48,90   | 28        | 32,80   | 81,70   | 31        | 16,00    | 97,70    | 37        | Gick inte vidare | Gick inte vidare | Gick inte vidare | 97,70  | 37        |

#### Hoppning
| Ryttare                                                               | Häst           | Gren                  | Kval     | Kval      | Kval     | Kval     | Kval      | Kval     | Kval     | Kval      | Final            | Final            | Final            | Final            | Final            | Totalt | Totalt    |
| Ryttare                                                               | Häst           | Gren                  | Omgång 1 | Omgång 1  | Omgång 2 | Omgång 2 | Omgång 2  | Omgång 3 | Omgång 3 | Omgång 3  | Omgång A         | Omgång A         | Omgång B         | Omgång B         | Omgång B         | Totalt | Totalt    |
| Ryttare                                                               | Häst           | Gren                  | Straff   | Placering | Straff   | Totalt   | Placering | Straff   | Totalt   | Placering | Straff           | Placering        | Straff           | Totalt           | Placering        | Straff | Placering |
| --------------------------------------------------------------------- | -------------- | --------------------- | -------- | --------- | -------- | -------- | --------- | -------- | -------- | --------- | ---------------- | ---------------- | ---------------- | ---------------- | ---------------- | ------ | --------- |
| Steve Guerdat                                                         | Jalisca Solier | Individuell hoppning  | 1        | 14        | 4 #      | 5        | 13 Q      | 5        | 10       | 13 Q      | 4                | 11 Q             | 4                | 8                | 10               | 8      | 10        |
| Christina Liebherr                                                    | No Mercy       | Individuell hoppning  | 0        | =1        | 4        | 4        | 8 Q       | 23       | 27       | 38        | Gick inte vidare | Gick inte vidare | Gick inte vidare | Gick inte vidare | Gick inte vidare | 27     | 38        |
| Pius Schwizer                                                         | Nobless M      | Individuell hoppning  | 4 #      | 30        | 4        | 8        | 16 Q      | 5        | 13       | 15 Q      | 8                | =23              | Gick inte vidare | Gick inte vidare | Gick inte vidare | 8      | 23        |
| Niklaus Schurtenberger                                                | Cantus         | Individuell hoppning  | 0        | =1        | 4        | 4        | 8 Q       | 8        | 12       | 14 Q      | 8                | =23              | Did not advance  | Did not advance  | Did not advance  | 8      | =23       |
| Steve Guerdat Christina Liebherr Pius Schwizer Niklaus Schurtenberger | Se ovan        | Lagtävling i hoppning | i.u.     | i.u.      | i.u.     | i.u.     | i.u.      | i.u.     | i.u.     | i.u.      | 12               | 1 Q              | 18               | 30               | 3                | 30     | *         |

### Rodd
Herrar
| Idrottare       | Gren          | Heat    | Heat      | Kvartsfinal | Kvartsfinal | Semifinal | Semifinal | Final   | Final     | Final |
| Idrottare       | Gren          | Tid     | Placering | Tid         | Placering   | Tid       | Placering | Tid     | Placering |       |
| --------------- | ------------- | ------- | --------- | ----------- | ----------- | --------- | --------- | ------- | --------- | ----- |
| André Vonarburg | Singelsculler | 7:26,21 | 2 QF      | 7:02,29     | 3 SA/B      | 7:14,64   | 5 FB      | 7:13,07 | 9         |       |

### Segling
Herrar
| Seglare                        | Gren    | Lopp | Lopp | Lopp | Lopp | Lopp | Lopp | Lopp | Lopp | Lopp | Lopp | Lopp | Summerad poäng | Finalplacering |
| Seglare                        | Gren    | 1    | 2    | 3    | 4    | 5    | 6    | 7    | 8    | 9    | 10   | M*   | Summerad poäng | Finalplacering |
| ------------------------------ | ------- | ---- | ---- | ---- | ---- | ---- | ---- | ---- | ---- | ---- | ---- | ---- | -------------- | -------------- |
| Richard Stauffacher            | RS:X    | 9    | 11   | 11   | 13   | 9    | 18   | 15   | 8    | 17   | 22   | EL   | 111            | 14             |
| Christoph Bottoni              | Laser   | 34   | 13   | 32   | 40   | 39   | BFD  | 36   | 24   | 33   | CAN  | EL   | 241            | 37             |
| Tobias Etter Felix Steiger     | 470     | 21   | 23   | 5    | 25   | 7    | OCS  | 27   | 26   | 9    | 19   | EL   | 162            | 23             |
| Enrico De Maria Flavio Marazzi | Starbåt | 9    | 7    | 9    | 9    | 5    | 5    | 6    | 11   | 4    | 1    | 4    | 59             | 5              |

M = Medaljlopp; EL = Eliminerad – gick inte vidare till medaljloppet;
Damer
| Seglare                          | Gren         | Lopp | Lopp | Lopp | Lopp | Lopp | Lopp | Lopp | Lopp | Lopp | Lopp | Lopp | Summerad poäng | Finalplacering |
| Seglare                          | Gren         | 1    | 2    | 3    | 4    | 5    | 6    | 7    | 8    | 9    | 10   | M*   | Summerad poäng | Finalplacering |
| -------------------------------- | ------------ | ---- | ---- | ---- | ---- | ---- | ---- | ---- | ---- | ---- | ---- | ---- | -------------- | -------------- |
| Nathalie Brugger                 | Laser radial | 13   | 6    | 12   | 12   | 22   | 10   | 10   | 8    | 9    | CAN  | 10   | 90             | 6              |
| Emmanuelle Rol Anne-Sophie Thilo | 470          | 15   | 9    | 7    | 13   | 3    | 5    | OCS  | 15   | 18   | 19   | EL   | 114            | 17             |

M = Medaljlopp; EL = Eliminerad – gick inte vidare till medaljloppet;

### Taekwondo
| Idrottare       | Gren            | Åttondelsfinaler     | Kvartsfinaler        | Semifinaer           | Återkval             | Bronsmatch           | Final                | Final            |
| Idrottare       | Gren            | Motståndare Resultat | Motståndare Resultat | Motståndare Resultat | Motståndare Resultat | Motståndare Resultat | Motståndare Resultat | Placering        |
| --------------- | --------------- | -------------------- | -------------------- | -------------------- | -------------------- | -------------------- | -------------------- | ---------------- |
| Manuela Bezzola | Damernas −49 kg | Craig (USA) L 0–4    | Gick inte vidare     | Gick inte vidare     | Gick inte vidare     | Gick inte vidare     | Gick inte vidare     | Gick inte vidare |

### Tennis
| Spelare                             | Gren       | Omgång 1                       | Omgång 2                                | Åttondelsfinaler                      | Kvartsfinaler                    | Semifinaler                             | Final / BM                                          | Final / BM       |
| Spelare                             | Gren       | Motståndare Poäng              | Motståndare Poäng                       | Motståndare Poäng                     | Motståndare Poäng                | Motståndare Poäng                       | Motståndare Poäng                                   | Placering        |
| ----------------------------------- | ---------- | ------------------------------ | --------------------------------------- | ------------------------------------- | -------------------------------- | --------------------------------------- | --------------------------------------------------- | ---------------- |
| Roger Federer                       | Herrsingel | Tursunov (RUS) W 6–4, 6–2      | Arévalo (ESA) W 6–2, 6–4                | Berdych (CZE) W 6–3, 7–6(7–4)         | Blake (USA) L 4–6, 6–7(2–7)      | Gick inte vidare                        | Gick inte vidare                                    | Gick inte vidare |
| Stan Wawrinka                       | Herrsingel | Dancevic (CAN) W 4–6, 6–3, 6–2 | Melzer (AUT) L 4–6, 0–6                 | Gick inte vidare                      | Gick inte vidare                 | Gick inte vidare                        | Gick inte vidare                                    | Gick inte vidare |
| Roger Federer Stan Wawrinka         | Herrdubbel | i.u.                           | Bolelli / Seppi (ITA) W 7–5, 6–1        | Tursunov / Jouzjnj (RUS) W 6–4, 6–3   | Bhupathi / Paes (IND) W 6–2, 6–4 | B Bryan / M Bryan (USA) W 7–6(8–6), 6–4 | Aspelin / Johansson (SWE) W 6–3, 6–4, 6–7(4–7), 6–3 | 1                |
| Timea Bacsinszky                    | Damsingel  | V Williams (USA) L 3–6, 2–6    | Gick inte vidare                        | Gick inte vidare                      | Gick inte vidare                 | Gick inte vidare                        | Gick inte vidare                                    | Gick inte vidare |
| Patty Schnyder                      | Damsingel  | Craybas (USA) W 6–3, 6–2       | Bammer (AUT) L 4–6, 4–6                 | Gick inte vidare                      | Gick inte vidare                 | Gick inte vidare                        | Gick inte vidare                                    | Gick inte vidare |
| Emmanuelle Gagliardi Patty Schnyder | Damdubbel  | i.u.                           | Daniilidou / Gerasimou (GRE) W 6–0, 6–4 | Yan Z / Zheng J (CHN) L 3–6, 6–7(2–7) | Gick inte vidare                 | Gick inte vidare                        | Gick inte vidare                                    | Gick inte vidare |

### Triathlon
| Triathlet               | Gren                | Simning (1,5 km) | Trans 1 | Cykling (40 km) | Trans 2 | Löpning (10 km) | Total tid  | Placering |
| ----------------------- | ------------------- | ---------------- | ------- | --------------- | ------- | --------------- | ---------- | --------- |
| Reto Hug                | Herrarnas triathlon | 18:55            | 0:27    | 58:20           | 0:29    | 33:53           | 1:52:04,93 | 29        |
| Olivier Marceau         | Herrarnas triathlon | 18:55            | 0:29    | 58:18           | 0:31    | 32:37           | 1:50:50,07 | 19        |
| Sven Riederer           | Herrarnas triathlon | 18:14            | 0:34    | 58:52           | 0:28    | 33:11           | 1:51:19,45 | 23        |
| Magali Chopard Di Marco | Damernas triathlon  | 19:50            | 0:30    | 1:04:22         | 0:29    | 36:39           | 2:01:50,74 | 13        |
| Daniela Ryf             | Damernas triathlon  | 19:56            | 0:26    | 1:04:17         | 0:30    | 35:31           | 2:00:40,20 | 7         |
| Nicola Spirig           | Damernas triathlon  | 20:17            | 0:28    | 1:03:54         | 0:31    | 35:20           | 2:00:30,48 | 6         |

## Sporter
Detta är de samtliga sporter som Schweiz deltog i. 
- Badminton vid olympiska sommarspelen 2008
- Brottning vid olympiska sommarspelen 2008
- Bågskytte vid olympiska sommarspelen 2008
- Cykling vid olympiska sommarspelen 2008
- Fotboll vid olympiska sommarspelen 2008
- Friidrott vid olympiska sommarspelen 2008
- Fäktning vid olympiska sommarspelen 2008
- Gymnastik vid olympiska sommarspelen 2008
- Handboll vid olympiska sommarspelen 2008
- Judo vid olympiska sommarspelen 2008
- Kanotsport vid olympiska sommarspelen 2008
- Konstsim vid olympiska sommarspelen 2008
- Modern femkamp vid olympiska sommarspelen 2008
- Ridsport vid olympiska sommarspelen 2008
- Rodd vid olympiska sommarspelen 2008
- Segling vid olympiska sommarspelen 2008
- Simning vid olympiska sommarspelen 2008
- Skytte vid olympiska sommarspelen 2008
- Taekwondo vid olympiska sommarspelen 2008
- Tennis vid olympiska sommarspelen 2008
- Triathlon vid olympiska sommarspelen 2008
- Volleyboll vid olympiska sommarspelen 2008